# Црвене стијене
Црвене стијене су планинска туристичка атракција на Романији у Републици Српској. Локација се налази на подручју општине  Соколац.

## Алпинистичка стаза
Туристи и планинари долазе на Црвене стијене како би испробали адреналински и планинарски пројекат "Виа Ферата", у дужини од 350 метара. Полазна "станица" ферате налази се у самом подножју Црвених стијена, одакле води до планинарског дома "Гласинац" на Равној Романији.
За пролазак фератом обавезна је опрема, која укључује појас, шљем и виа ферата сет. Није дозвољено кретање фератом неискусним пењачима и малољетним лицима, без пратње пунољетне особе.
Висинска разлика коју један планинар прелази на ферати јесте око 160 метара. При крају ферате захтијева се прелазак преко висећег моста, који спаја двије стијене између усијека и након којег слиједи посљедњи успон до врха.

## Историјат
На Црвеним стијенама налази се станиште соколова, а по њима је названа алпинистичка стаза "Соколов пут”.
На овом подручју се налази и Новакова пећина, која име носи по чувеном хајдуку Старини Новаку, а који је водећи неумољиву борбу против Турака у 16. вијеку, заједно са својом дружином користио ову локацију као склониште.
У близини пећине налазе се Царске воде - важан културно-историјски споменик. Састоји се од четири корита и осам камених олука. Чесма је изграђена поред старог "Цариградског пута", некада дијела најважније саобраћајне руте Отоманског царства. Тим путем често су пролазили бројни каравани, који су били на мети хајдука којима је планина служила као склониште. Легенда каже да су људи некад вјеровали да вода са романијских извора подмлађује.
Много касније, 1943. године, преко романијских путева прошли су се партизани након пробоја на Сутјесци. Тај историјски период овјековијечен је фотографијом Јосипа Броза Тита и Ивана Рибара испред Боговићке пећине на Романији у близини Црвених стијена гдје су боравили кратко у јуну поменуте године. Тито је имао завој на руци јер је био рањен на Сутјесци. На улазу у пећину још стоји плоча која подсјећа на овај догађај.